# Fioritura (editoria)

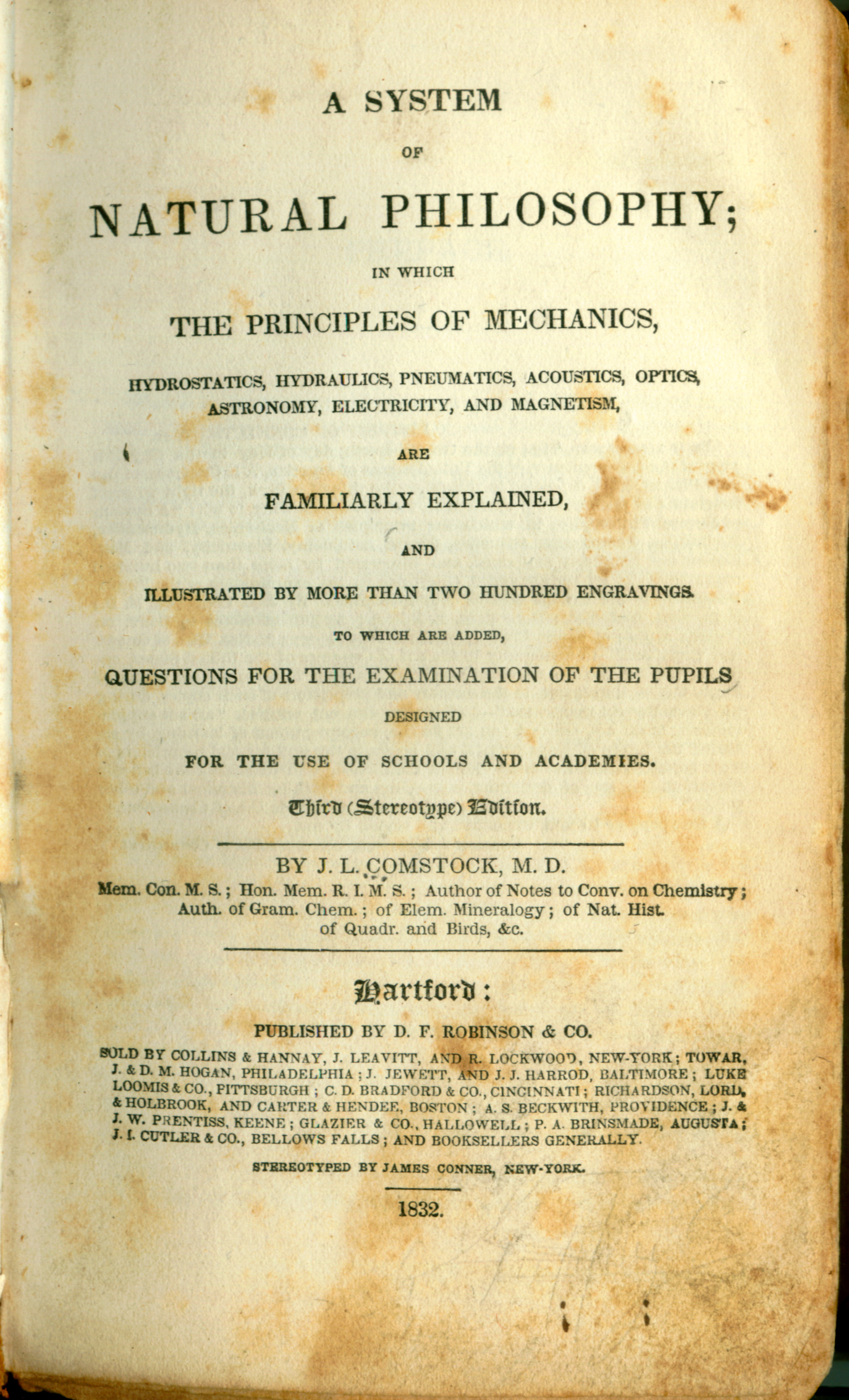
Frontespizio di un manuale di meccanica del 1832, che esibisce gravi alterazioni cromatiche dovute alla fioritura

Fioritura è un termine tecnico con cui la letteratura scientifica indica, nel campo delle problematiche relative al restauro del libro, un processo di degradazione e invecchiamento del supporto cartaceo, che si manifesta con l'apparizione più o meno estesa di aree, macchie e puntinature, dalla caratteristica pigmentazione bruno-rossastra o bruno-giallastra.
Le macchie pigmentate si presentano in genere di piccole dimensioni e con bordi più o meno regolari. La disposizione delle macchie sul foglio esibisce una struttura particolare, con una irradiazione da un punto centrale in tutte le direzioni o, nel caso dell'imbrunimento dei bordi, da un punto del margine esterno verso l'interno del foglio: spesso, ma non sempre, è proprio quest'ultima la diffusione apparentemente osservabile. Se esposte a radiazione ultravioletta con lampada di Wood, le alterazioni cromatiche manifestano molto spesso il fenomeno ottico della fluorescenza.
Il fenomeno di degradazione può interessare tutti i supporti cartacei, inclusa la cartamoneta, la carta utilizzata per i francobolli e i supporti per la stampa fotografica, oltre che i supporti tessili. Si riscontra con maggior frequenza nella carta realizzata con tecniche meccaniche nel tardo XVIII secolo e nel XIX secolo. Si tratta di un fenomeno prettamente chimico, sulle cui cause – siano esse derivate da processi biologici, fisico-chimici o da una combinazione di fattori – non esiste ancora accordo tra gli esperti.

## Effetti sulla tutela dei beni culturali
La degradazione prodotta dalla fioritura è un effetto sgradito, in grado di interferire sfavorevolmente sulla leggibilità e la fruibilità dei segni grafici - siano essi testo, disegni ecc. – ma non suscettibile di minare, almeno in apparenza, l'integrità meccanica del supporto cartaceo o tessile che ne è affetto. Va tuttavia tenuto conto di una caratteristica del fenomeno che, se non debitamente considerata, può portare a un errore di valutazione prospettiva: le alterazioni indotte, di natura prettamente chimica, dispiegano i loro effetti modificativi sulla struttura chimica (e quindi sull'aspetto visivo) del supporto (idrolisi, ossidazione e depolimerizzazione delle catene cellulosiche, variazione dei contenuti di funzioni acide e ossidate) in tempi piuttosto rapidi, mentre richiedono tempi molto più dilatati per incidere sulla sua stabilità meccanica: di conseguenza, la compromissione della durabilità, dovuta al degrado della cellulosa, è apprezzabile solo in tempi lunghi, dei quali bisogna tener conto al fine di una corretta impostazione del problema generale di tutela del bene culturale librario.

## Cause

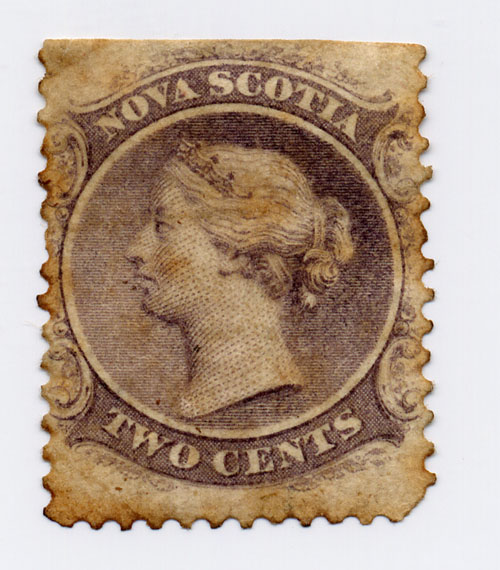
Estese alterazioni dovute alla fioritura sono evidenti sul supporto cartaceo di questo francobollo della Nuova Scozia, con effigie della Regina Vittoria

Nonostante gli studi sul fenomeno risalgano già agli anni trenta, le cause dell'alterazione non sono ancora ben conosciute, né precisamente individuate.

### Cause ossidative
L'origine potrebbe addebitarsi, per alcuni supporti, a quei processi endogeni di ossidazione che coinvolgono piccoli depositi metallici, soprattutto ferrosi e, in minor misura, rameici - ma anche di altre sostanze -, i cui accumuli erano già presenti, in origine, nel materiale cartaceo utilizzato per la scrittura amanuense o per la stampa. In effetti, il fenomeno sembra colpire soprattutto la carta prodotta con battitori meccanici nel XIX secolo e nel tardo XVIII secolo, che comportavano un contatto con organi in ferro. Un ruolo può essere attribuito anche ai procedimenti chimici di sbiancamento che andavano diffondendosi nella stessa epoca. I fogli interessati presentano una maggiore acidità e una maggior presenza di ferro nelle aree affette dal fenomeno rispetto a quelle risparmiate. Ma, tuttavia, non è ancora emersa un'incontestabile correlazione tra la presenza del ferro e il fenomeno cromatico né è chiaro quale ruolo sia da attribuire al ferro nel favorire il fenomeno e nel rendere visibili le alterazioni.
Neppure è chiaro ancora se l'acido presente nelle zone affette dalla fioritura abbia un'origine chimica o se sia invece il prodotto di un'attività biologica di funghi o microorganismi. Altro fenomeno di variazione del colore è quello indotto sulla lignina, contenuta nella cellulosa derivante da pasta di legno, a seguito di esposizione alla luce. È il noto effetto di ingiallimento della carta dei quotidiani abbandonati al sole.

### Fattori biologici
Secondo altre ipotesi, la fioritura sarebbe dovuta invece a una causa biologica, susseguente alla proliferazione di funghi o batteri sul supporto cartaceo. A questa ipotesi potrebbe collegarsi la già citata diffusione delle alterazioni dall'esterno verso l'interno, che potrebbe spiegarsi con la graduale penetrazione, tra i fogli, di forme di vita veicolate dall'aria. Tuttavia, l'associazione con cause biologiche non è così stringente: l'andamento dall'esterno verso l'interno delle macchie potrebbe essere anche spiegato, ad esempio, con l'infiltrazione dall'esterno di componenti chimiche sospese in atmosfera come l'umidità.
Inoltre, nelle aree colpite dalla fioritura, non sono sempre rilevabili parassitosi fungine mentre, di converso, non sempre l'infezione fungina è associata a fenomeni di pigmentazione. D'altro canto, l'occasionale mancanza di un chiaro rapporto causa-effetto potrebbe esser spiegata anche con la separazione temporale tra i due fenomeni, ipotizzando che sia l'infezione biologica a precedere l'effetto cromatico. È stata anche proposta una spiegazione basata su una separazione spaziale tra la causa biologica e il cromatismo, ipotizzando una sorta di poco plausibile azione a distanza. Un'altra ipotesi è quella di una genesi multifattoriale, con la compresenza di più fattori causali.

### Cause multifattoriali
È infatti possibile che il fenomeno sia riconducibile a un complesso multifattoriale di cause, tra cui vanno considerate quelle precedentemente elencate. Ad esempio, le tecniche per monitorare alcuni risultati sperimentali ottenuti nel trattamento della fioritura con tecnologie fotoniche nanometriche, hanno rivelato l'associazione di attività biologica alle aree contenenti depositi ferrosi. Si ritiene poi che, nel complesso delle cause, un importante ruolo negativo potrebbe svolgerlo l'esposizione a forti tassi di umidità relativa: l'andamento dall'esterno verso l'interno, per esempio, potrebbe essere dovuto tanto alla penetrazione di microorganismi, quanto all'infiltrazione dell'umidità che ne consente la proliferazione.

## Interventi di restauro e di conservazione sui supporti danneggiati
Per la prevenzione del fenomeno è utile mantenere i materiali cartacei in condizioni microclimatiche controllate, con un tasso di umidità relativa inferiore al 50%, cioè molto inferiore alla soglia del 75% necessaria per la proliferazione micotica. Sono disponibili alcuni prodotti e rimedi specificatamente sviluppati per contrastare la fioritura e rimuoverne gli effetti. Il loro utilizzo comunque, a seconda dei casi, non è sempre esente da problemi: esso richiede, di volta in volta, un'attenta valutazione, tanto sull'opportunità dell'intervento quanto, in caso positivo, sulla scelta della tecnica da seguire.

### Sbiancanti chimici

Assegnato da 10 Paoli della Repubblica Romana (1798-1799), con piccole tracce di fioritura

Alcune tecniche di intervento prevedono l'uso di agenti chimici sbiancanti da applicare in corrispondenza delle macchie. Il problema che si presenta nell'uso di formulazioni sbiancanti è dovuto alle ripercussioni sull'integrità della carta, che rendono necessaria l'applicazione di una successiva patinatura. Un intervento dagli effetti profondi può essere condotto con una blanda soluzione acquosa di Ipoclorito di calcio pari circa allo 0,1%, secondo la grammatura del foglio: il procedimento, pur efficace, presenta il grosso difetto di rendere poi necessaria la successiva asportazione dell'agente chimico applicato, con un'operazione di lavaggio che si rivela estremamente problematica.
Un risultato un po' più blando, ma nel complesso accettabile, può essere ottenuto sostituendo l'agente ossidante con uno riducente, come il boroidruro di sodio (in formula bruta: NaBH4). La concentrazione, anche questa dipendente dalla grammatura della carta, è di circa lo 0,5%. Un risvolto positivo del procedimento è rappresentato proprio da un suo effetto collaterale, ovvero il deposito sulla carta trattata di un piccolo residuo alcalino, in forma di sodio tetraborato decaidrato (Borace): questo deposito che non solo non necessita di rimozione, ma risulta addirittura benefico per la successiva conservazione, grazie all'innalzamento indotto nel pH acido della carta dalla componente alcalina residua.

### Perossido d'idrogeno
In rapporto al valore del documento, è anche possibile utilizzare, in alternativa agli sbiancanti specifici, una leggera soluzione tamponata, al 3%, di perossido d'idrogeno (comunemente noto come acqua ossigenata) da applicarsi con un tampone di ovatta fissato all'estremità di uno stelo (del tipo cotton-fioc, di utilizzo corrente nell'igiene personale). Si tratta di una tecnica semplice ed efficace, ma da utilizzare con pazienza, attraverso successive applicazioni, avendo cura di non inzuppare le macchie. Essa richiede però di essere preventivamente testata su un'area meno critica del campione su cui si intende intervenire; infatti, il perossido di idrogeno esplica la sua azione sbiancante anche sugli ossidi contenuti nell'inchiostro da preservare.

### Laser a ultravioletto
Nel caso della rimozione di miceli fungini, una possibilità è offerta dall'utilizzo del laser, vista la mancanza di fungicidi chimici privi di effetti dannosi sulla carta. Il suo uso è in grado di evitare il ricorso a prodotti liquidi che, in molti casi, si rivelano insufficienti. Uno dei problemi legati all'utilizzo del laser deriva dalle alte lunghezze d'onda richieste dalla natura rossastra delle macchie: lunghezze d'onda relativamente alte, che sono associate a frequenze relativamente basse, richiedono l'utilizzo di fasci laser di più intensa energia, la cui applicazione, però, è normalmente accompagnata da effetti collaterali.
È nota infatti la possibile formazione di macchie giallognole dovute ai fenomeni di ossidazione della cellulosa indotti dall'esposizione alla luce, un effetto che si osserva comunemente nell'ingiallimento di materiali cartacei, come i quotidiani, quando esposti alla luce solare. Una possibile soluzione è costituita dall'applicazione di fasci laser nello spettro dell'ultravioletto, a una lunghezza d'onda di 157 nm. Il monitoraggio sugli effetti degli esperimenti, effettuato con tecniche di microscopia elettronica e di imaging a raggi X, ha mostrato una radicale distruzione di spore e miceli, accompagnata dal notevole vantaggio dell'ottenimento di altissime e controllabili risoluzioni spaziali, nella scala nanometrica, inimmaginabili con altre tecniche. Le tecniche di monitoraggio degli effetti sperimentali nell'uso del laser hanno anche indicato la presenza di attività biologica associata alle aree con depositi ferrosi.